# Baynard Kendrick
Pour les articles homonymes, voir Kendrick.
Baynard Kendrick, né le 8 avril 1894 à Philadelphie, en Pennsylvanie, et mort le 22 mars 1977 à Ocala, en Floride, est un écrivain américain, auteur de roman policier. Il signe ses textes tantôt Baynard Kendrick, tantôt Baynard H. Kendrick, et a aussi utilisé le pseudonyme Richard Hayward à deux reprises.

## Biographie
Il termine ses études en 1912 et est le premier volontaire américain à s’engager dans l’armée canadienne pour se rendre en Angleterre, puis aller combattre en France et à Salonique, ville grecque, pendant la Première Guerre mondiale. Démobilisé, il occupe brièvement une fonction de secrétaire en Floride, puis des postes de direction dans diverses sociétés, notamment dans les milieux de l’édition et de l’hôtellerie. En 1932, il décide de se consacrer à l’écriture.
Il amorce sa carrière littéraire avec la publication d’un premier roman policier, Blood on Lake Louisa (1934), et fait également paraître des nouvelles policières. En 1936, il crée le shérif Miles Standish Rice dans  L’Araignée de fer, un récit de chambre close qui se déroule sur une île au large de la Floride. Cet enquêteur reviendra dans deux autres romans et autant de nouvelles.
Depuis la fin de la Première Guerre mondiale, Baynard Kendrick s’occupe de la réinsertion sociale des soldats blessés au combat, et tout particulièrement des aveugles.  L’un d’eux, un Anglais, l’étonne par son habilité à voir des faits et à en tirer des déductions alors que les personnes ayant leurs yeux en sont incapables.  Après la rencontre avec ce soldat, l'écrivain trouve bien ridicules et invraisemblables les déductions extrasensorielles du héros Max Carrados (en), le détective aveugle imaginé par Ernest Bramah. C’est dans cette perspective qu’il donne vie en 1937 au capitaine Duncan Maclain, un détective privé devenu aveugle à la suite d’une blessure de guerre. Secondé dans ses enquêtes par son partenaire, Spud Savage, dont l’épouse, Rena, est aussi la secrétaire de leur bureau conjoint, Maclain parvient à élucider les énigmes les plus opaques dans la tradition des œuvres de John Dickson Carr. Le personnage fit la célébrité de son créateur et fut incarné au cinéma à une reprise par Ken Taylor (en), et à deux par Edward Arnold.
Baynard Kendrick a aussi publié un roman historique, Flames of Time (1948), et un roman psychologique, Lights Out (1945), sur la réinsertion sociale d’un militaire devenu aveugle. Ce dernier récit, adapté au cinéma par Mark Robson sous le titre La Nouvelle Aurore (1951), valut à Arthur Kennedy d'être nommé pour l’Oscar du meilleur acteur à la 24e cérémonie des Oscars.
Kendrick a été journaliste sur une base irrégulière, écrivant des articles et collaborant aussi à l’équipe éditoriale de quelques journaux et magazines de Floride.
Membre fondateur des Mystery Writers of America, il en a été le premier président en 1945. Il a reçu de cette association le Grand Master Award 1967.

## Œuvre

### Romans

#### SérieCapitaine Duncan Maclain
- The Last Express (1937)
- The Whistling Hangman (1937)
- Odor of Violets ou Eyes in the Night (1941)
- Blind Man's Bluff (1943)
- Out of Control (1945)
- Death Knell (1945)
- You Die Today ou You Diet Today (1952)
- Blind Allies (1954)
- Reservations for Death (1958)
- Clear and Present Danger (1958)
- The Aluminum Turtle ou The Spear Gun Murders (1960)
- Frankincense and Murder (1961)

#### SérieMiles Standish Rice
- The Iron Spiders ou The Iron Spiders Murder (1936) Publié en français sous le titre L’Araignée de fer, Paris, Librairie des Champs-Élysées, coll. « Le Masque » no 256, 1938
- The Eleven of Diamonds (1936)
- Death Beyond the Go-Thru (1938)

#### Autres romans policiers
- Blood on Lake Louisa (1934)
- The Tunnel (1949)
- Hot Red Money (1959)
- Flight from a Firing Wall (1966)

#### Romans policiers signés Richard Hayward
- Trapped (1952)
- The Soft Arms of Death (1955)

#### Autres romans non-policiers
- Lights Out (1945), sur la réinsertion sociale d’un militaire devenu aveugle
- Flames of Time (1948), roman historique

### Autres publications
- They Never Talk Back (1954), en collaboration avec Henry Trefflick
- Florida Trails to Turnpikes (1964)
- Orlando: a Century Plus (1976)

### Nouvelles

#### Recueil de nouvelles de la sérieCapitaine Duncan Maclain
- Make Mine Maclain (1947), volume omnibus regroupant les trois courts romans suivants, dont les deux premiers étaient déjà parus dans la presse : 
  - The Murderer Who Wanted More (1944)
  - Melody in Death (1945) Publié en français sous le titre Chanson funèbre, Paris, Fayard, Le Saint détective magazine no 49, mars 1959
  - The Silent Whistle (1947)

#### Nouvelles de la sérieCapitaine Duncan Maclain
- 5 - 4 = Murderer (1953) Publié en français sous le titre 5 - 4 : L'Assassin, Paris, Opta, Mystère magazine no 82, novembre 1954 ; réédition, Paris, Opta, L’Anthologie du mystère no 6, mars 1965
- A Clue from Bing Crosby ou Silent Night (1958) Publié en français sous le titre Le Kidnapping de Ronnie Connaster, Paris, Opta, Mystère magazine no 236, septembre 1967

#### Nouvelles de la sérieMiles Standish Rice
- Headless Angel (1939)
- Whipsaw (1959) Publié en français sous le titre La Scierie tragique, Paris, Fayard, Le Saint détective magazine no 63, mai 1960

#### Nouvelles de la sérieCliff Chandler
- Death at the Porthole (1938) Publié en français sous le titre Mort au hublot, Paris, Opta, Mystère magazine no 2, février 1948
- The Eye (1945) Publié en français sous le titre L’Œil, Paris, Opta, Mystère magazine no 4, avril 1948

#### Autres nouvelles isolées
- The Heel of the One Eye Baby (1934)
- The Flying Poor-Fish (1935)
- Pillared Headings (1938)
- Billie Magee and the Dumb Gorilla (1938)
- The Death Pool (1938)
- Standing Order (1939)
- Stop Light (1941)
- Tinsel Crown (1943), en collaboration avec Paul Muir
- The Death of You (1944)
- The Whistling Hangman (1945)
- The Dolly Reynolds Case (1945), article sur une réelle affaire criminelle
- The Case of the Stuttering Sextant (1947), article sur une fausse affaire criminelle écrit en collaboration avec Clayton Rawson
- Room for Murder (1951), court roman Publié en français sous le titre Un cadavre bien à l’étroit, Paris, Fayard, Le Saint détective magazine no 128, octobre 1965
- The Cloth-of-Gold Murders (1956), court roman Publié en français sous le titre Les Crimes du « Drap d’or », Paris, Fayard, Le Saint détective magazine no 89, juillet 1962
- Murder Made in Moscow (1957), court roman
- José Gaspar and the Princess (1963)
- $10.000 Reward (1964)
- Mary – Mary – (1966) Publié en français sous le titre Mary-Mary, Paris, Fayard, Le Saint détective magazine no 144, février 1967

### Adaptations

#### Au cinéma
- 1938 : The Last Express, film américain réalisé par Otis Garrett, d'après le roman homonyme, avec Ken Taylor (en) dans le rôle de Duncan Maclain
- 1942 : Les Yeux dans les ténèbres, film américain réalisé par Fred Zinnemann, d’après le roman The Odor of Violets (1941), avec Edward Arnold dans le rôle de Duncan Maclain, Ann Harding et Donna Reed
- 1945 : The Hidden Eye, film américain par Richard Whorf, d’après une histoire originale de George Harmon Coxe reprenant le personnage de Duncan Maclain interprété à nouveau par Edward Arnold
- 1951 : La Nouvelle Aurore, film américain réalisé par Mark Robson, d’après le roman Lights Out (1945), avec Arthur Kennedy et Julie Adams.

#### À la télévision
- 1960 : Change of Heart, téléfilm américain réalisé par Richard Kinon, avec Robert Middleton dans le rôle de Duncan Maclain.
- 1971 : Longstreet, série télévisée américaine (1 téléfilm pilote de 90 minutes, et 23 épisodes de 60 minutes), avec James Franciscus dans le rôle de Duncan Maclain, rebaptisé  Mike Longstreet.

## Prix et distinctions
- Grand Master Award 1967

## Sources
- Jacques Baudou et Jean-Jacques Schleret, Le Vrai Visage du Masque, vol. 1, Paris, Futuropolis, 1984, 476 p. (OCLC 311506692), p. 262-263.
- Claude Mesplède et Jean-Jacques Schleret, SN, voyage au bout de la Noire : inventaire de 732 auteurs et de leurs œuvres publiés en séries Noire et Blème : suivi d'une filmographie complète, Paris, Futuropolis, 1982 (OCLC 11972030), p. 333-334.
- (en) John M. Reilly (Ed.), Twentieth-century crime and mystery writers, New York, St. Martin's Press, coll. « Twentieth-century writers of the English language », 1982 (réimpr. 1991), 2e éd., 1568 p. (ISBN 978-0-312-82417-4, OCLC 6688156), p. 525-526.